# Аэролимузин
Аэролимузин — российская авиакомпания, специализирующаяся на коммерческой и некоммерческой эксплуатации самолётов деловой авиации. Авиакомпания входит в группу компаний АВКОМ, обладает Российским Сертификатом Эксплуатанта

## Описание
Авиакомпания была образована в 1988 году. Она стала первой организацией в России, которая вышла на рынок с услугами бизнес-перевозок пассажиров.
Согласно данным сайта компании, авиапарк перевозчика насчитывает четыре самолёта: один Hawker 125—700 (RA-02810) и три Як-40. Самолёт Hawker 125—700 может перевести 8―13 пассажиров, крейсерская скорость до 760 км/ч. Данный самолёт был представлен на статической линейке во время Регионального Форума Деловой Авиации в Уфе. Самолёты Як-40 представлены модификациями RA-87908, RA-87938 и RA-87496, в зависимости от модели воздушное судно может взять на борт 27―40 пассажиров. Все самолёты Як-40 переделаны под VIP-класс.
Авиакомпания предлагает чартерные авиарейсы для VIP-клиентов. Пассажир может задать аэропорт и время рейса. В частности 16 августа 2012 года был заключён договор со Ставропольским аэропортом. Заказчикам предоставляется возможность совершать полёты по заранее определённому маршруту, менять места назначения (в зависимости от наличия возможности), время и дату вылета, запрашивать дополнительные посадки.